# Foix
Foix (in occitano Fois) è un comune francese di 10 335 abitanti situato nel dipartimento dell'Ariège nella regione del Occitania, capoluogo di dipartimento (il più piccolo del paese).
I suoi abitanti si chiamano Fuxéens.

## Storia
La collina rocciosa sulla quale si trova oggi il castello fu in un primo tempo occupata dai Romani; è probabile che l'attuale castello sia stato edificato nel secolo X. La fondazione dell'abbazia di Saint-Volusien nell'849 permise lo sviluppo di una vita urbana.
Nel 1034 Foix divenne capoluogo dell'omonima contea.
Durante la Crociata contro gli Albigesi, il castello di Foix seppe resistere a numerosi assedi, ma capitolò nel 1272, a seguito di una spedizione condotta da Filippo III l'Ardito, dopo che il conte di Foix si era rifiutato di riconoscerlo come re di Francia.

## Amministrazione

### Gemellaggi
- Lleida

## Società

### Evoluzione demografica
Abitanti censiti